# Бейсайд-Гарденс (Орегон)
Бейсайд-Гарденс (англ. Bayside Gardens) — переписна місцевість (CDP) в США, в окрузі Тілламук штату Орегон. Населення — 1214 особи (2020).

## Географія
Бейсайд-Гарденс розташований за координатами 45°42′52″ пн. ш. 123°54′59″ зх. д. / 45.71444° пн. ш. 123.91639° зх. д. (45.714329, -123.916474).  За даними Бюро перепису населення США в 2010 році переписна місцевість мала площу 2,57 км², уся площа — суходіл.

## Демографія
Згідно з переписом 2010 року, у переписній місцевості мешкало 880 осіб у 436 домогосподарствах у складі 240 родин. Густота населення становила 343 особи/км².  Було 666 помешкань (259/км²).
Расовий склад населення:
| - 93,4 % — білих - 1,1 % — корінних американців - 1,0 % — азіатів - 0,3 % — чорних або афроамериканців - 0,1 % — вихідців з тихоокеанських островів |

До двох чи більше рас належало 3,8 %. Частка іспаномовних становила 1,3 % від усіх жителів.
За віковим діапазоном населення розподілялося таким чином: 16,0 % — особи молодші 18 років, 55,6 % — особи у віці 18—64 років, 28,4 % — особи у віці 65 років та старші. Медіана віку мешканця становила 54,3 року. На 100 осіб жіночої статі у переписній місцевості припадало 83,3 чоловіків;  на 100 жінок у віці від 18 років та старших — 80,7 чоловіків також старших 18 років.
Середній дохід на одне домашнє господарство  становив 60 595 доларів США (медіана — 62 163), а середній дохід на одну сім'ю — 79 332 долари (медіана — 74 196). За межею бідності перебувало 10,2 % осіб, у тому числі 0,0 % дітей у віці до 18 років та 12,4 % осіб у віці 65 років та старших.
Цивільне працевлаштоване населення становило 274 особи. Основні галузі зайнятості: мистецтво, розваги та відпочинок — 30,7 %, виробництво — 19,3 %, будівництво — 12,4 %, освіта, охорона здоров'я та соціальна допомога — 8,4 %.